# Spiniphora helicivora
Spiniphora helicivora är en tvåvingeart som först beskrevs av Dufour 1841.  Spiniphora helicivora ingår i släktet Spiniphora och familjen puckelflugor. Inga underarter finns listade i Catalogue of Life.